# Jan Czochralski
Jan Czochralski (AFI: ['jan t͡ʂɔ'xralskʲi]) (23 de octubre de 1885 en Kcynia, Imperio alemán - 22 de abril de 1953 en Poznań, República Popular de Polonia) fue un químico polaco que inventó el proceso Czochralski.
a para producir monocristales que se emplean en la producción de obleas de semiconductor para la industria electrónica.

## Primeros años
Czochralski nació en Kcynia, que estaba bajo la dominación de Provincia de Posen.  Hacia 1900 se trasladó a Berlín, donde trabajó en una farmacia.  Fue educado en el Politécnico de Charlottenburg en Berlín, donde se especializó en química del metal. Czochralski comenzó a trabajar como ingeniero para la Allgemeine Elektrizitäts Gesellschaft (AEG) en 1907. En 1910 obtuvo el título de ingeniero químico. De 1911 a 1914 fue asistente de Wichard von Moellendorff con quien publicó su primer artículo dedicado a la cristalografía de los metales y más concretamente a la teoría de la dislocación.

## Descubrimiento del proceso Czochralski

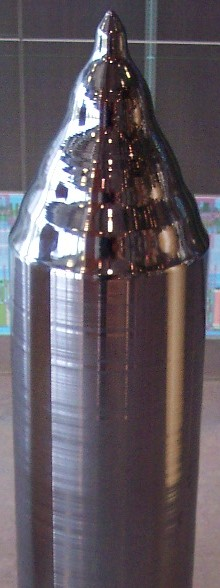
Lingote de silicio monocristalino

Descubrió el método Czochralski en 1916, cuando accidentalmente metió la pluma en un crisol de estaño fundido en lugar de su tintero. Inmediatamente sacó su pluma para descubrir que un delgado hilo de metal solidificado colgaba de la punta . La punta fue sustituida por un capilar y Czochralski comprobó que el metal se cristalizó en un solo cristal. Los experimentos de Czochralski producían monocristales que tenían un milímetro de diámetro y hasta 150 centímetros de largo. J.Czochralski publicó un artículo sobre su descubrimiento en 1918 en una revista alemana de química, Zeitschrift für Chemie Physikalische,  bajo el título "Ein neues Verfahren zur Messung der Kristallisationsgeschwindigkeit der Metalle" (Un nuevo método para la medición de la velocidad de cristalización de los metales), puesto que el método fue en ese momento utilizado para medir la velocidad de cristalización de metales como el estaño, zinc y plomo. En 1950, los estadounidenses Gordon K. Teal y J.B. Little, de los Laboratorios Bell utilizaron este método para hacer crecer monocristales de germanio, que empezaban a usarse en la producción de los primeros semiconductores operativos.

## Investigaciones y desarrollos posteriores
En 1917, Czochralski organizó el laboratorio de investigación Metallbank und Metallurgische Gesellschaft AG, Fráncfort del Meno, que dirigió hasta 1928. En 1919 fue uno de los miembros fundadores de la Sociedad Alemana para la Ciencia de los Metales (Deutsche Gesellschaft für Metallkunde), de la que fue presidente hasta 1925. En 1928, a petición del Presidente de Polonia, Ignacy Mościcki, se trasladó a Polonia y se convirtió en el profesor de Metalurgia y de investigación de metales en el Departamento de Química de la Universidad Tecnológica de Varsovia.
Durante la Segunda Guerra Mundial fue uno de los ingenieros que desarrollaron y construyeron la granada de mano R wz.42, más conocida como Sidolówka, para el Armia Krajowa. Después de la Segunda Guerra Mundial fue despojado de su cátedra debido a su participación con Alemania durante la guerra, aunque más tarde fue absuelto de toda culpa por un tribunal polaco. Volvió a su ciudad natal de Kcynia donde dirigió una pequeña empresa de cosméticos y productos químicos para el hogar hasta su muerte en 1953.
Otra contribución importante de Czochralski fue la introducción del aluminio para la ingeniería eléctrica. Realizó trabajos pioneros en la tecnología de la producción de hojas finas, alambres y prensados de aluminio, en el estudio de sus aleaciones, y sobre la normalización de los estudios metalográficos. Los metales y la metalografía se convirtieron en su pasión. Sus logros en ese campo fueron sobresalientes, abriendo nuevos caminos en la ciencia y la tecnología metalúrgica.
Durante su vida estuvo interesado también por la creación literaria, la música y la pintura.